# Dill (Fluss)
Die Dill ist ein 55 km langer, nördlicher und orographisch rechter Nebenfluss der Lahn im mittelhessischen Lahn-Dill-Kreis.

## Name
Die ersten urkundlichen Erwähnungen der Dill waren Filina (790), ubi ipsa influit Dillenam (1048) und Dilna (1225 1248). Das F- im Erstbeleg wird allgemein als Verschreibung angesehen. Bei dem Namen handelt es sich um eine n-Ableitung zur germanischen Wurzel *þeli- 'Grund, Boden, Brett'.

## Geographie

### Quelle

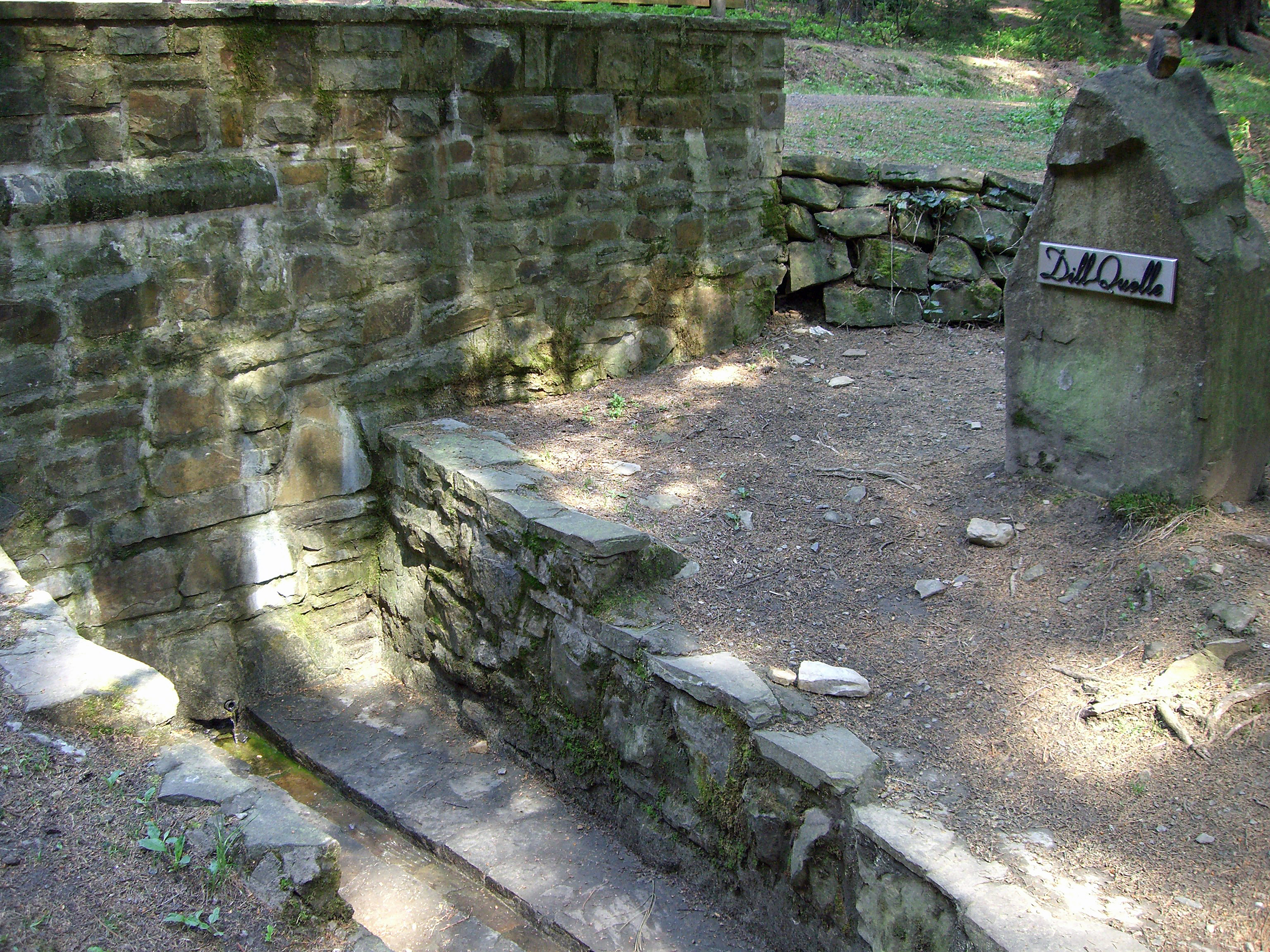
Die Quelle der Dill

Die Dill entspringt etwa 1,8 km nordwestlich von Offdilln am Südosthang der Haincher Höhe auf einer Höhe von 567 m ü. NHN. Da sie hoch am hier gratartigen Rothaarkamm entspringt, hat die Quelle, vermutlich eine Schichtquelle, ein sehr kleines Wassereinzugsgebiet und nur geringe Schüttung. Sie ist großzügig in eine Mauer aus Sandsteinen gefasst, neben ihr ist ein Stein mit der Aufschrift ‚Dill-Quelle‘ in den Boden eingelassen.

### Verlauf
Die Dill durchfließt den mit einem Namensteil nach ihr benannten Lahn-Dill-Kreis über Dillenburg und Herborn in südlicher Richtung. Nach 55 km mündet sie auf 147 m ü. NHN in Wetzlar in die Lahn. Das dabei durchlaufene Höhenintervall von 420 m entspricht einem mittleren Sohlgefälle von 7,6 ‰.
Die Dill hat vielen Orten an ihrem Lauf ihren Namen gegeben; so gibt es am Oberlauf die Orte Offdilln, Dillbrecht und Fellerdilln. Bei Rodenbach mündet der dort ähnlich große Roßbach in die Dill, die sich dann an der Stadt Haiger vorbei in Richtung Dillenburg wendet; letztere war Kreisstadt des einstigen Dillkreises und ehemalige Residenzstadt des Hauses Nassau-Oranien. Der weitere Verlauf der Dill führt über Herborn und Ehringshausen (mit nach dem Fluss benannten Ortsteil Dillheim) nach Wetzlar, wo sie in die Lahn mündet.

### Flusslänge
Für die Dill wird vielfach als Länge 68 km angegeben, so im Meyers Konversationslexikon von 1885 bis 1892 wie auch in zahlreichen neueren Lexika. Hierbei handelt es sich jedoch um eine falsche Angabe, wie sich anhand der Stationierungspunkte des Hessischen Landesamtes für Umwelt und Geologie nachvollziehen lässt.

### Nebenflüsse
Der Dill, dem zweitlängsten und mit 9513,9 l/s wasserreichsten Nebenfluss der Lahn, fließen zahlreiche, teils sehr kurze Nebenflüsse zu. Längster Nebenfluss ist die Dietzhölze mit einer Länge von 23,8 km. Die Aar hat mit 148,756 km² jedoch das deutlich größere Einzugsgebiet und eine knapp größere durchschnittliche Abflussmenge.
Im Folgenden werden die größeren Nebenflüsse mit der orographischen Lage und Höhe der Mündung, der Flusslänge, der Größe des Einzugsgebiets, dem jahresdurchschnittlichen Abfluss und der Gewässerkennzahl genannt. Die Reihenfolge der Nennung erfolgt von der Quelle zur Mündung.

(Zur besseren Übersicht bzw. zur Sortierung flussabwärts sind in die DGKZ-Ziffern nach der 2584 - Dill - Bindestriche eingefügt!)
| Name                    | Lage   | Länge [km] | Einzugsgebiet [km²] | Abfluss (MQ) [l/s] | Mündungshöhe [m. ü. NHN] | DGKZ       |
| ----------------------- | ------ | ---------- | ------------------- | ------------------ | ------------------------ | ---------- |
| Ortsbach*               | links  | 1,6        | 1,500               |                    | 399                      | 2584-11192 |
| Roßbach                 | links  | 10,1       | 21,970              | 391,6              | 286                      | 2584-12    |
| Treisbach               | rechts | 4,7        | 13,134              | 201,1              | 274                      | 2584-14    |
| Haigerbach (Ketzerbach) | rechts | 15,5       | 52,009              | 1013,7             | 262                      | 2584-2     |
| Aubach                  | rechts | 15,8       | 31,322              | 620,3              | 262                      | 2584-32    |
| Hengstbach              | links  | 4,5        | 8,525               | 99,1               | 242                      | 2584-34    |
| Dietzhölze              | links  | 23,8       | 88,440              | 1431,4             | 235                      | 2584-4     |
| Nanzenbach              | links  | 10,8       | 11,510              | 146,4              | 226                      | 2584-54    |
| Schelde                 | links  | 12,0       | 35,028              | 425,9              | 221                      | 2584-56    |
| Aar                     | links  | 20,6       | 148,756             | 1602,2             | 210                      | 2584-6     |
| Amdorfbach              | rechts | 15,9       | 54,371              | 781,5              | 210                      | 2584-72    |
| Rehbach                 | rechts | 20,3       | 48,659              | 828,3              | 196                      | 2584-8     |
| Stippbach               | links  | 6,2        | 5,501               | 48,6               | 190                      | 2584-912   |
| Lemp                    | links  | 11,7       | 34,966              | 274,3              | 170                      | 2584-92    |
| Mühlbach                | rechts | 3,1        | 5,810               | 49,3               | 170                      | 2584-94    |
| Bechlinger Bach         | links  | 6,5        | 9,874               | 81,0               | 163                      | 2584-96    |
| Bombach                 | links  | 6,3        | 6,200               |                    | 159                      | 2584-9712  |
| Blasbach                | links  | 7,7        | 15,560              | 114,7              | 152                      | 2584-98    |

(*: Einzugsgebiet grob abgeschätzt)

## Hochwasserkatastrophe von 1984
Anfang Februar 1984 kam es im Dilltal zu einer Hochwasserkatastrophe. Das Ereignis kann nach Betrachtung der historischen Wasserstandsaufzeichnungen und Quellen als Jahrhunderthochwasser bezeichnet werden. In der Folge wurden die Ursachen untersucht, so der Wandel der Landnutzung (Zunahme von Monokulturen) und Eingriffe am natürlichen Flusslauf (Begradigungen seit Mitte des 19. Jahrhunderts), Verringerung der Rückhalteräume durch Landnutzung und die Flächenversiegelung.
Dies führte letztlich zu einer nachhaltigen Hochwasserschutzplanung für das Dilltal und benachbarte Gebiete mit den entsprechenden Gegenmaßnahmen wie Flächenentsiegelung und Renaturierung. Die ergriffenen wasserwirtschaftlichen Maßnahmen helfen, die Hochwassergefahr im Dilltal zu vermindern. Zu diesen gehört die Haigerbachtalsperre an einem Nebenfluss der Dill, ein sogenanntes grünes Becken. Eine weitere weitgehend naturverträgliche Lösung ist auch die 1984–1991 erbaute Aartalsperre bei Bischoffen, deren Vorbecken nun zugleich ein Feuchtgebiet ist.

## Verkehr
Parallel zum Dilltal laufen wichtige Verkehrsadern, darunter die BAB 45, die Bundesstraße 277 und die Dillstrecke der Bahn.